# Омеліч Віктор Семенович
Ві́ктор Семе́нович Оме́ліч (нар. 24 вересня 1941, с. Петриківка, Дніпропетровська обл. (задокументовано-село Адалимове, Верхньодніпровський район, Дніпропетровська область) — український політик. Народний депутат України.

## Освіта
Дніпропетровський державний університет, економіст.

## Трудова діяльність
- З 1961 — токар Південного машинобудівного заводу.
- 1963 — 1966 — служба в армії.
- Потім — другий секретар Верхньодніпровського райкому ЛКСМУ, завідувач відділу Дніпропетровського обкому ЛКСМУ, заступник завідувача відділу Дніпропетровського облвиконкому. Протягом 12 років в апараті Верховної Ради України на посадах старшого консультанта, заступника завідувача відділу з питань роботи Рад.
- 1987 — 1990 — РАДНИК Хайдар Абу Бакр аль-Аттас— Председателя Президиума Верховного Народного Совета НДРЄ (Президента НДРЄ) Народна Демократична Республіка Ємен, (НДРЄ) (араб. جمهورية اليمن الديمقراطية الشعبية‎).
- 1992 — 1994 — заступник керівника служби Президента України з питань внутрішньої політики.

## Парламентська діяльність
Народний депутат України 2-го скликання з 11 травня 1994 до 12 травня 1998 від Верхньодніпровського виборчого округу № 100 Дніпропетровської області, висунутий виборцями. На час виборів: заступник керівника служби Президента України з питань внутрішньої політики, безпартійний. Член групи «Єдність». Член Комітету з питань бюджету.
Народний депутат України 3-го скликання з 12 травня 1998 до 14 травня 2002 від партії Всеукраїнське об'єднання «Громада», № 13 в списку. На час виборів: народний депутат України, член партії Всеукраїнське об'єднання «Громада».
- Голова Комітету з питань регламенту, депутатської етики та організації роботи Верховної Ради України (з квітня 1998-2002). Член фракції «Громада» (травень 1998 — лютий 2000), керівник фракції «Громада» (лютий 2000), член групи «Трудова Україна» (березень 2000 — листопад 2001), член фракції партії «Єдність» (з листопада 2001).
Квітень 2002 — кандидат в народні депутати України за виборчім округом № 29 Дніпропетровської області, самовисування. «За» 2,17%, 9 місце з 17 претендентів. На час виборів: народний депутат України, безпартійний.
Член Конституційної Комісії від Верховної Ради України (листопад 1994 — 1996).

## Нагороди
Орден «За заслуги» ІІІ ступеня (грудень 1996). Почесний магістр права.

## Родина
Батько: Семен Петрович (1913 — 01.08.1944) загинув та похован у с. Раскаецы (Молдова), мати Марія Микитівна (1920-2002) — пенсіонерка. 
Дружина Наталія Іванівна (19.04.1951-2006). 
Сини — Сергій  Вікторович Омеліч (15.12.1972), Андрій Вікторович Омеліч (02.08.1979) 
Донька — Олена Вікторівна Омеліч (у шлюбі Рибак) (02.08.1979). 
Онуки — Катерина Сергіївна Омеліч (13.02.1996), Єлізавета Сергіївна Омеліч (10.08.2002), Аліна Сергіївна Парубоча (12.04.2001), Дмитро Сергійович Парубочий (15.06.2006), Іван Сергійович Парубочий (25.10.2012)